# Salwador na Mistrzostwach Świata w Lekkoatletyce 2013
Salwador na Mistrzostwach Świata w Lekkoatletyce 2013 – reprezentacja Salwadoru podczas mistrzostw świata w Moskwie liczyła 1 zawodnika, który nie zdobył medalu.

## Występy reprezentantów Salwadoru
| Konkurencja            | Zawodnik          | Finał    | Finał   |
| Konkurencja            | Zawodnik          | Rezultat | Pozycja |
| ---------------------- | ----------------- | -------- | ------- |
| Chód na 50 km mężczyzn | Émerson Hernández | DSQ      | DSQ     |